# Staande wip

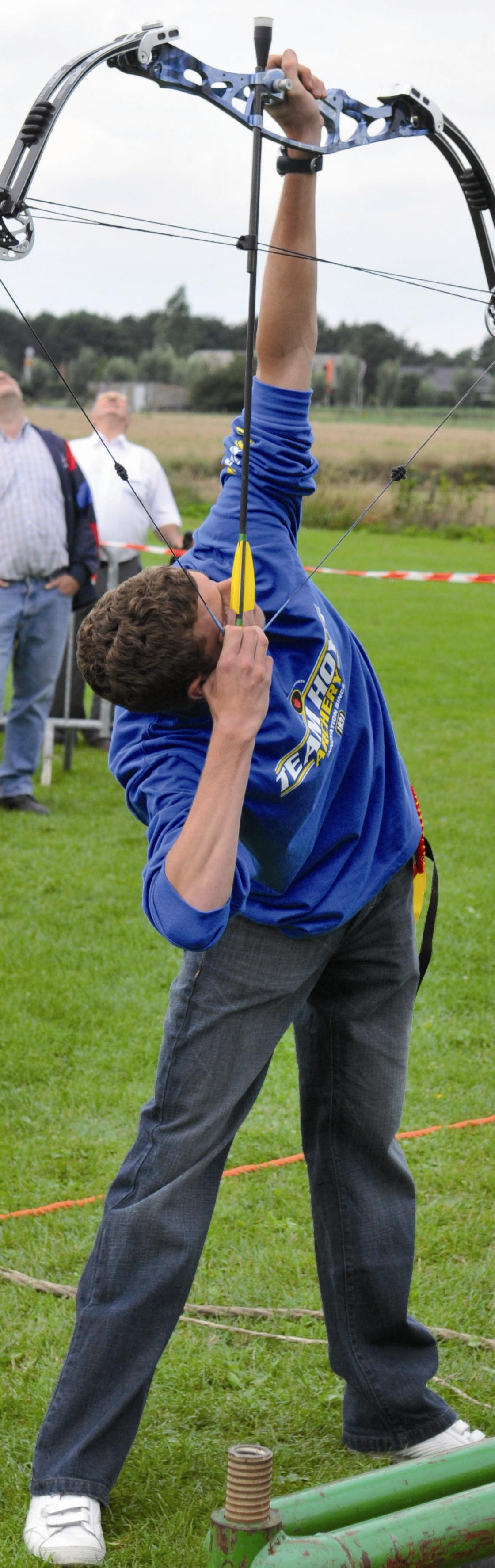
Staande wipschutter

Staande wip is een discipline in het handboogschieten waarbij op een wip geschoten wordt op 28 meter hoogte. Deze sport is vooral in Vlaanderen en Wallonië populair. Ze wordt ook beoefend in Zeeuws-Vlaanderen, Zuid-Beveland, Maastricht en Noord-Frankrijk. Ook in Canada wordt het wipschieten beoefend, vooral door nazaten van Belgische emigranten die in de jaren twintig van de 20e eeuw zich in Canada vestigden.

## Geschiedenis
De handboog raakte bekend omwille van zijn doeltreffendheid, gedemonstreerd door de kunde van de Engelse longbowschutters tijdens de oorlogsvoering in de 14e eeuw. Het belang van de boog als wapen nam af met de komst van het vuurwapen. Sindsdien ontwikkelde het wipschieten zich als een recreatiesport.
Nergens bestond er een rijkere schutterscultuur dan in Vlaamse en Brabantse steden. Terwijl vroeger slechts één keer per jaar in de hoogte werd geschoten naar een houten vogel om de schutterkoning aan te duiden, is deze moeilijke specialiteit tot een van de meest typische Vlaamse volkssporten uitgegroeid.

## Spel en materiaal
Er zijn allerlei factoren die invloed hebben op het schot: de houding van de schutter, de concentratie... Maar ook de lichaamsbeheersing is belangrijk. Men moet weten (voelen) welke spieren gebruikt worden om zo weinig mogelijk te trillen. Handboogschieten is een individuele sport, wat betekent dat je je op je eigen tempo als boogschutter kan ontwikkelen.
De wip is een 28 meter hoge, ijzeren constructie met een reeks pinnen waarop de vogels worden vastgezet. Vogels zijn kleine houten of plastieken blokjes waaraan kleurige pluimen bevestigd zijn. Voor de wedstrijd wordt aan elke vogel een bepaalde waarde toegekend. De hoofdvogel staat helemaal bovenaan, op de twee bovenste armen worden de twee zijvogels en de twee zogenaamde 'kallen' gezet. De kleine vogels worden verdeeld over de drie onderste dwarslatten.

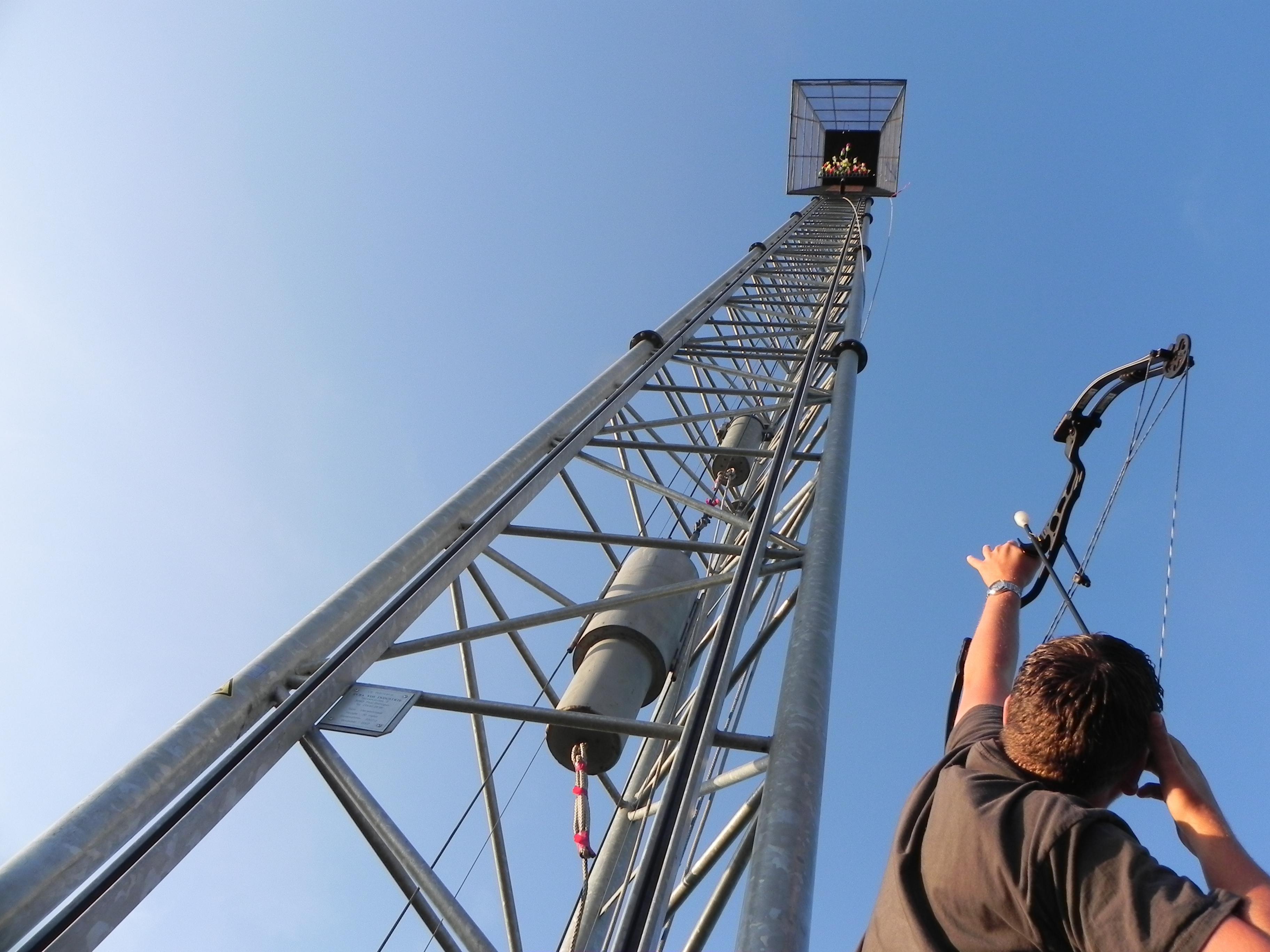
Staande wip

## Spelregels
De schutters proberen door het neerschieten van de vogels zo veel mogelijk punten te behalen. De meest voorkomende schietingen zijn de beschrijfschietingen. Beschrijven betekenen dat de waarde van de geschoten vogel op voorhand bepaald wordt. Naargelang de te winnen prijzen spreekt men van een beschrijfschieting (enkel voor geldprijzen), een kalkoenschieting, bordenschieting, kloefkesschieting, soldatenschieting etc.
Eens per jaar wedijveren de leden van eenzelfde maatschappij, sector of streek voor de titel 'koning'. Bij deze schieting wordt enkel naar de hoofdvogel geschoten. Alle schutters komen aan beurt, wie het eerst de hoofdvogel afschiet, mag het ganse jaar pronken met de titel 'koning'. De koningen van alle maatschappijen mogen jaarlijks om de titel van keizer strijden. Het nationaal kampioenschap (clubploegen) en het Europees kampioenschap (landenploegen) zijn de voornaamste ploegenwedstrijden.
Voor de jeugd is er het jeugdcriterium dat bestaat uit een tiental wedstrijden die op verschillende locaties doorgaan.

## Trefpunt
De koninklijke Nationale Bond der Belgische Wipschutters of KNBBW is opgericht in 1908 en is het overkoepelend orgaan voor zo'n 220, vooral Vlaamse, schuttersmaatschappijen. Deze bond is aangesloten bij VlaS.
De KNBBW vormt samen met haar Nederlandse en Franse zusterorganisaties het Europees comité voor het handboogschieten op staande wip.

## Zie ook

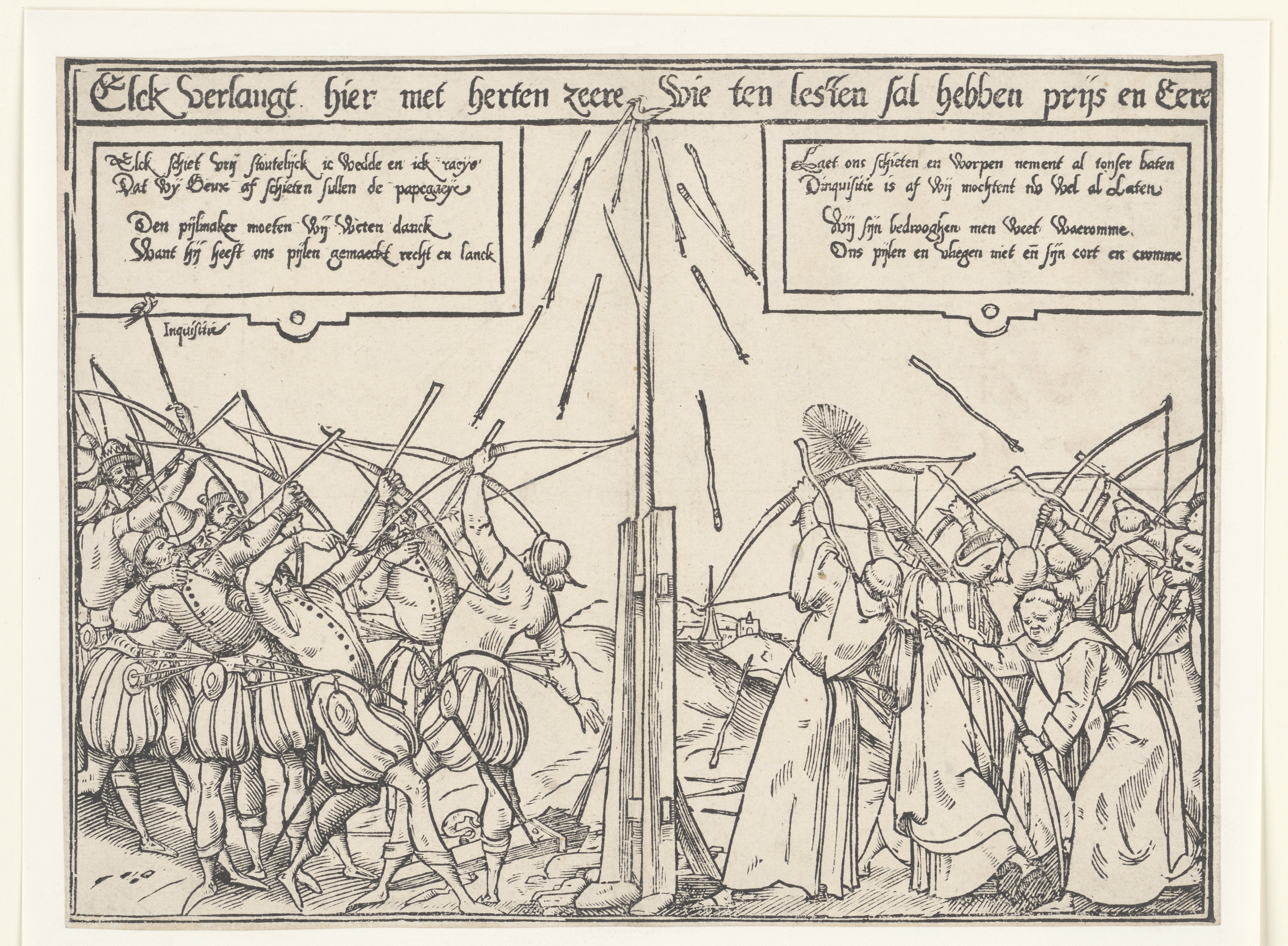
Papegaaischieten, 1566